# نور جهان (خواننده)
نور جهان (نُورجهاں ؛ ۲۱ سپتامبر ۱۹۲۶ – ۲۳ دسامبر ۲۰۰۰) یک خواننده، و هنرپیشه اهل پاکستان بود. او را «ملکه ترنم» لقب داده بودند و حدود ۶ دهه فعالیت هنری مستمر داشت.
وی به‌همراه احمد رشدی رکوردار خواندن ترانه به‌جای بازیگران، در فیلم‌های سینمایی بود. وی همچنین برندهٔ جوایزی همچون جایزه نگار شده است.
او در فیلم‌های کرم شب‌تاب و ساعت گرانبها بازی کرده است.